# André Pieyre de Mandiargues
André Paul Édouard Pieyre de Mandiargues (Parigi, 14 marzo 1909 – Parigi, 13 dicembre 1991) è stato uno scrittore, drammaturgo e traduttore francese vicino ai surrealisti.

## Biografia
Nato in una famiglia di calvinisti, da Jules Edmond "David" Pieyre de Mandiargues (1879-1916) e Lucie Louise Bérard (1880-1977),  ha studiato letteratura e archeologia, appassionandosi agli etruschi, per cui decise di viaggiare verso l'Italia e nel bacino mediterraneo. Durante la seconda guerra mondiale si rifugiò a Monaco dove visse fino al 1945 per tornare a Parigi dove due anni dopo incontrò Bona Tibertelli de Pisis (1926-2000), pittrice e nipote di Filippo de Pisis, che sposò nel 1950.
Scrisse l'introduzione a Histoire d'O di Pauline Réage e a diverse opere di Pierre Louÿs.
Nel 1967 ha vinto il Prix Goncourt per il romanzo La Marge, adattato al cinema nel 1976 da Walerian Borowczyk (in italiano con il titolo Il margine), il quale aveva già girato un documentario su di lui e sulla sua peculiare collezione di oggetti pornografici antichi con Une collection particulière (1973).
Anche Nuda sotto la pelle (1968) per la regia di Jack Cardiff, Violentata sulla sabbia (1971) di Renzo Cerrato e I racconti immorali di Borowczyk (1974), Tre donne immorali? (1979) e Cérémonie d'amour (1987) del regista polacco sono tratti da sue narrazioni.
Ma i motivi erotici non sono tutto e il suo stile è barocco, ricco di virtuosismi verbali e di entusiasmi, unito a un certo gusto per l'orrifico anche secondo certe idee rivoltose di André Breton. Sono interessanti anche le interviste, che ricostruiscono la poetica e le vicende dello scrittore interlacciate insieme.
Nel 1979 ha ricevuto il "Grand Prix de poésie" dell'Académie française. Ha inoltre tradotto Octavio Paz, W. B. Yeats, Filippo de Pisis (anche le sue poesie), Pier Antonio Quarantotti Gambini, Alberto Savinio e Yukio Mishima. Ha inoltre introdotto raccolte di opere grafiche e pittoriche di Carlo Guarienti, Roberto Crippa, Giuseppe Viviani, Leonor Fini (la corrispondenza con la quale è poi uscita nel 2010), Meret Oppenheim, Jean Dubuffet, Bernard Dufour, Max Ernst, Enrico Baj, Giorgio Morandi, Jim Amaral, Nora Orioli, Kumi Sugai, André Masson, Agustín Cardenas, Marc Chagall, Franco Gentilini, Guido Ballo, Lucio Del Pezzo, Fred Deux, Mayo, Henri Cartier-Bresson e della moglie.
Vicino alla rivista "NRF" e amico di Jean Paulhan (la corrispondenza con il quale è stata pubblicata nel 2009) e di Henri Michaux, i suoi archivi (con quelli della moglie) sono oggi all'IMEC di Saint-Germain-la-Blanche-Herbe. Nel 1985 gli era stato conferito dal Ministero della Cultura francese il Grand Prix national des lettres.
È sepolto al cimitero di Père-Lachaise.

## Opere

### Narrativa
Dans les années sordides, 1943
- Le Musée noir, 1946, trad. Laura Lovisetti Fuà, Il museo nero, Milano: Bompiani, 1968; Milano: Il Saggiatore, 1997 ISBN 88-428-0467-3
- Soleil des loups, 1951
- Marbre, ou les mystères d'Italie, 1953
- L'Anglais décrit dans le château fermé (con lo pseudonimo Pierre Morion), 1953, trad. di Paola Redaelli, Il castello dell'inglese, Milano: Il Saggiatore, 1983; trad. di Adriano Spatola, Milano: ES, 1992 ISBN 88-85357-26-1; Milano: Sperling 1994 ISBN 88-7824-371-X
- Le Lis de mer, 1956, trad. di Pietro del Giudice, Vanina, Milano: Lerici, 1961;Il giglio di mare, trad. di Loredana Fundarò, Nuoro: Poliedro, 2000 ISBN 88-86741-11-1
- Feu de braise, 1959
- La Marée, 1962, poi in Mascarets, 1971
- Sabine, 1963, poi in Porte dévergondée, 1965
- La Motocyclette, 1963, trad. di Manlio Torchio, La motocicletta, Milano: Feltrinelli, 1967; Milano: ES, 1993 ISBN 88-85357-44-X; Milano: Sperling, 1995 ISBN 88-7824-505-4; Milano: ES, 2002 ISBN 88-87939-32-2
- Porte dévergondée, 1965, trad. Porta traviata, Milano: Ed. del Naviglio, 1972
- La Marge, 1967 (Prix Goncourt), trad. di Antonio Porta, Milano: Feltrinelli, 1968
- Le Marronnier, 1968, poi in Mascarets, 1971
- La Nuit de mil neuf cent quatorze, 1971
- Mascarets, 1971, trad. Mascaretti, in Porta traviata, cit.
- Sous la lame, 1976
- Le Deuil des roses, 1983
- Tout disparaîtra, 1987, trad. di Nicola Muschitiello, Sparirà tutto, Milano: Il Saggiatore, 1997 ISBN 88-428-0466-5
- Monsieur Mouton, 1995, trad. Passione felina di una zitella, Milano: Felinamente, 1996 ISBN 88-7934-073-5
- Récits érotiques et fantastiques, 2009 contiene: Dans les années sordides - Le Musée noir - Soleil des loups - Marbre ou Les mystères d'Italie - Le lis de mer - Feu de braise - Porte dévergondée - Mascarets - Sous la lame - Le Deuil des roses - Monsieur Mouton

### Teatro
- Isabella Morra: pièce en deux actes, 1973, trad. di Bona De Pisis, Isabella Morra, Venosa: Osanna, 1990
- La Nuit séculaire, 1979
- Arsène et Cléopâtre, 1981

### Interviste
- Le Désordre de la mémoire, con Francine Mallet, 1975
- Un Saturne gai, con Yvonne Caroutch, 1982

### Poesia
- Hedera ou la persistance de l'amour pendant une rêverie, 1945
- Les Incongruités monumentales, 1948, 1967
- Astyanax, 1957
- Cartolines et dédicaces, 1960
- L'Âge de craie, con Hedera, 1961 (Cahier de poésie I)
- La Nuit l'amour, 1961
- Astyanax, con Les Incongruités monumentales e Cartolines et dédicaces, 1964 (Cahier de poésie III)
- Le Point où j'en suis, con Dalila exaltée e La Nuit l'amour, 1964 (Cahier de poésie IV)
- Larmes de Généraux, 1965
- Jacinthes, 1967
- Ruisseau des solitudes, con Jacinthes et de Chapeaugaga, 1968 (Cahier de poésie V)
- Le Lièvre de la lune, 1970
- Chapeaugaga ovvero Academic Micmac, 1970
- Croiseur noir, 1972
- L'Ivre Œil, con Croiseur noir e Passage de l'Égyptienne, 1979 (Cahier de poésie VI)
- Sept Jardins fantastiques, 1983
- Cuevas blues, 1986
- "Carrare", 1987
- Écriture ineffable, 1988
- Les Portes de craie, 1989
- Les Variations citadines, 1992
- Gris de perle, con Les portes de craie, Cuevas blues, Sept jardins fantastiques e Variations citadines, 1993 (Cahier de poésie VII)
- L'Âge de craie, con Dans les années sordides, Astyanax e Le Point où j'en suis, 2009 (Cahier de poésie II)
- Écriture ineffable, con Ruisseau des solitudes, L'Ivre Œil e Gris de perle, 2009

### Epistole
- con Jean Paulhan, Correspondance (1947-1968), a cura di Éric Dussert e Iwona Tokarska, 2009
- con Leonor Fini, L'ombre portée. Correspondance 1932-1945 a cura di Nathalie Bauer, 2010